# Minanapis
Minanapis là một chi nhện trong họ Anapidae.